# 德賴登 (紐約州村)
德賴登（英語：Dryden）是位於美國紐約州湯普金斯縣的村。

## 人口
根據2020年美國人口普查的數據，德賴登的面積為4.58平方千米，當中陸地面積為4.55平方千米，而水域面積為0.03平方千米。當地共有人口1887人，而人口密度為每平方千米412人。